# Eugnosta asthenia
Eugnosta asthenia es una especie de polilla de la tribu Cochylini, familia Tortricidae.
Fue descrita científicamente por Clarke en 1968.

## Distribución
Se encuentra en Guatemala.